# Балка Павлівська (притока Сухого Яланчика)
Балка Павлівська, Балка Степанова — балка (річка) в Україні у Амвросіївському районі Донецької області. Права притока річки Сухий Яланчик (Середній Яланчик) (басейн Азовського моря).

## Опис
Довжина балки приблизно 6,80 км, найкоротша відстань між витоком і гирлом — 5,99  км, коефіцієнт звивистості річки — 1,14 . Формується декількома балками та загатами.

## Розташування
Бере початок у селі Світлий Луч. Тече переважно на південний схід понад селом Павлівське та через село Новоіванівку і впадає у річку Сухий Яланчик, праву притоку річки Мокрого Яланчика.

## Цікаві факти
- У XX столітті на балці існували декілька молочно-тваринних ферм (МТФ), газгольдерів та газових свердловин[1].